# Flavio Bizzarri
Flavio Bizzarri (Roma, 14 maggio 1993) è un nuotatore italiano.

## Carriera
Figlio d'arte di due ex nuotatori, Flavio definisce i propri genitori come un'importante influenza nella definizione della sua carriera. Specializzato nella rana, è entrato nella nazionale nel 2010 partecipando a luglio agli europei giovanili di Helsinki, dove ha vinto la medaglia di bronzo nei 200 m. Nell'agosto dello stesso anno ai I Giochi olimpici giovanili ha conquistato un bronzo e un oro rispettivamente nei 100 e 200 metri rana. Grazie a questi risultati è stato convocato nella nazionale maggiore agli europei in vasca da 25 metri di fine novembre ad Eindhoven.
Nell'aprile del 2011 ai campionati italiani primaverili è salito per la prima volta sul podio ed ha vinto il suo primo titolo assoluto nella gara dei 200 m. All'inizio di luglio ai campionati europei giovanili di Belgrado ha vinto ancora i 200 m rana, infortunandosi subito dopo. Ha preso parte comunque anche ai mondiali giovanili di Lima in agosto, anche se non nelle migliori condizioni, vincendo un bronzo con la staffetta mista. Dal 26 ottobre 2011 fa parte del Gruppo Sportivo Forestale.

## Palmarès
| Europei in vasca corta     | 50 m rana               | 100 m rana               | 200 m rana              | ---                              |
| 2010 Eindhoven Paesi Bassi | ---                     | 30º in batteria 1'01"68  | 18º in batteria 2'12"86 | ---                              |
| Giochi del Mediterraneo    | ---                     | ---                      | 200 m rana              | ---                              |
| 2013 Mersin Turchia        | ---                     | ---                      | Argento 2'12"67         | ---                              |
| Giochi olimpici giovanili  | 50 m rana               | 100 m rana               | 200 m rana              | ---                              |
| 2010 Singapore Singapore   | 7º 29"58                | Bronzo 1'02"22           | Oro 2'13"31             | ---                              |
| Mondiali giovanili         | 50 m rana               | 100 m rana               | 200 m rana              | 4×100 m mista                    |
| 2011 Lima Perù             | 12º in semifinale 29"30 | 9º in semifinale 1'03"31 | 7º 2'16"04              | Bronzo: 3'42"44 frazione:1'03"17 |
| Europei giovanili          | 50 m rana               | 100 m rana               | 200 m rana              | ---                              |
| 2010 Helsinki Finlandia    | 12º in semifinale 29"30 | 4º 1'02"73               | Bronzo 2'13"93          | ---                              |
| 2011 Belgrado Serbia       | ---                     | ---                      | Oro 2'12"43             | ---                              |

### Campionati italiani
2 titolo individuali
- 2 nei 200 m rana

| Anno | Edizione    | rana 100 m | rana 200 m | mista 4×100 m |
| ---- | ----------- | ---------- | ---------- | ------------- |
| 2011 | Primaverili | 2          | 1          | 2             |
| 2011 | Invernali   | 3          | 1          | 3             |